# 小行星35222
小行星35222（35222 Delbarrio）是一颗绕太阳运转的小行星，为主小行星带小行星。该小行星于1994年12月4日发现。

## 轨道参数
小行星35222的轨道半长轴为2.3066931 UA，离心率为0.059。